# جهادآباد شماره
جهادآباد شماره یک روستا در ایران است که در دهستان ایوانکی واقع شده‌است.